# Sara Jacobs
Pour les articles homonymes, voir Jacobs.
Sara Jacobs, née le 1er février 1989 à Del Mar, est une femme politique américaine, élue membre de la Chambre des représentants des États-Unis lors des élections du 3 novembre 2020 pour représenter le 53e puis le 51e district de Californie.

## Biographie
Petite-fille de Irwin M. Jacobs, le fondateur de Qualcomm, elle est originaire de San Diego (Californie). Elle est diplômée en science politique et relations internationales de l'Université Columbia.
En 2018, elle fonde l'association à but non lucratif San Diego for Every Child: The Coalition to End Child Poverty, qui lutte pour stopper la pauvreté infantile avec pour objectif son éradication totale du comté en 2030.
En 2020, elle se lance dans la course pour la Chambre des représentants des États-Unis dans le 53e district de Californie après que Susan Davis, la représentante en place, ait annoncé mettre un terme à sa carrière politique en ne se représentant pas pour son siège. Elle centre sa campagne sur le contrôle des armes, le changement climatique et l'aide au logement. Lors de la primaire démocrate du district, elle obtient 29 % des suffrages — contre 20% pour sa rivale, Georgette Gomez. Le 3 novembre 2020, elle est élue membre de la Chambre des représentants avec 59 % des votes — soit 153 993 voix. À la suite du redécoupage des circonscriptions électorales à la suite du recensement de 2020 aux États-Unis, Sara Jacobs se présente dans la 51e district congressionnel de Californie. Elle est réélue avec 61,9 % des voix.